# Tropasteron fox
Tropasteron fox là một loài nhện trong họ Zodariidae.
Loài này thuộc chi Tropasteron. Tropasteron fox được B.C.Baehr miêu tả năm 2003.